# Добросмыслов, Александр Иванович
Александр Иванович Добросмыслов (1854 — 1915) — российский историк, этнограф. Член Оренбургского отделения Русского географического общества и комиссии Научного архива.

## Биография
В 1888—1901 годы работал ветеринаром в Торгайской области.
Путешествовал по казахским аулам и знакомился с жизнью, хозяйством, обычаями народа. Автор научных трудов: «Животноводство Тургайской области» (Оренбург, 1895), «О переселении жителей в Тургайскую область» (1893), «Судебное строительство Тургайских киргизов 18—19 вв.» (Казань, 1904) и т. д. Позже в городе Оренбург научал материалы местного губернского архива, на основе которых выпустил научный сборник «Материалы по истории России» (в 2-х тт., 1900—02), «Тургайская область» (в 3-х тт., 1900— 02).
В последние годы жизни Добросмыслов исследовал Туркестанский край, в том числе города Южного Казахстана и посвятил этой теме книги «Прошлая и настоящая история Ташкента» (1912), «Города Сырдарьинской области (Казалинск, Перовск, Туркестан, Аулиеата, Чимкент)» (1912).